# Verzionirajući datotečni sustav
Verzionirajući datotečni sustav (eng. versioning file system) je bilo koji računalni datotečni sustav koji dopušta računalnoj datoteci postojati u nekoliko inačica (verzija) u isto vrijeme. Osim toga, ovo je oblik nadzora inačica. Najuobičajeniji verzionirajući datotečni sustavi čuvaju nekoliko starih kopija iste datoteke. Neki ograničavaju broj promjena po minuti ili po sati radi izbjegavanja pohrane velikih količina nebitnih promjenica. Ostali pak periodično snimaju sadržaj kojem se može pristupiti sličnom semantikom za normalni pristup datotekama.
Slične tehnologije su sigurnosna kopija (eng. backup), Revision Control System autora Waltera F. Tichyja, žurnalirajući datotečni sustav (eng. journaling file system).
Primjene su mu u ITS-u, Files-11 (RSX-11 i OpenVMS), neka pokusna izdanja Linuxa (ext3cow, NILFS, Tux3, btrfs, Next3), Mac OS (počevši od Mac OS X Lion-a), SCO OpenServer i drugdje.

## Drugi projekti
- de:Variante (Software)
- de:Version (Software)